# Зельде (Гільдесгайм)
Зельде (нім. Söhlde) — громада в Німеччині, розташована в землі Нижня Саксонія. Входить до складу району Гільдесгайм.
Площа — 57,09 км2. Населення становить 7845 ос. (станом на 31 грудня 2021).